# Худяков Данило Дмитрович
Данило Дмитрович Худяков (рос. Даниил Дмитриевич Худяков, нар. 9 січня 2004, Москва, Росія) — російський футболіст, воротар австрійського клубу «Штурм» та молодіжної збірної Росії.

## Ігрова кар'єра

### Клубна
Данило Худяков є вихованцем футбольної академії московського клубу «Локомотив». Сезон 2019/20 воротар провів у Юнацькій футбольній лізі, де виступав у складі фарм - клуба «Локомотива» - «Казанки».
25 вересня 2021 року Худяков вперше з'явився на полі в основі «Локомотива», коли в матчі чемпіонату країни вийшов замість вилученого першого воротаря Гілерме. 25 листопада Худяков вийшов у стартовому складі команди на матч Ліга Європи проти «Лаціо» і тим самим оновив рекорд за віком дебюту у груповому ранді єврокубків, який раніше належав Ігорю Акінфєєву.
В липні 2024 року Худяков перейшов до австрійського «Штурма», з яким підписав контракт на чотири роки. Восени 2024 року воротар грав у матчах лігового етапу Ліги чемпіонів.

### Збірна
21 вересня 2022 року Данило Худяков зіграв свій перший матч у складі молодіжної збірної Росії.

## Особисте життя
Данило є рідним племінником Павла Худякова - екс - спортивного директора клубів «Тамбов» та «Урожай».

## Титули і досягнення
- Чемпіон Австрії (1):

«Штурм»: 2024-25